# Saint-Michel (Loiret)
Pour les articles homonymes, voir Saint-Michel.
Saint-Michel est une commune française située dans le département du Loiret, en région Centre-Val de Loire.

## Géographie

### Localisation

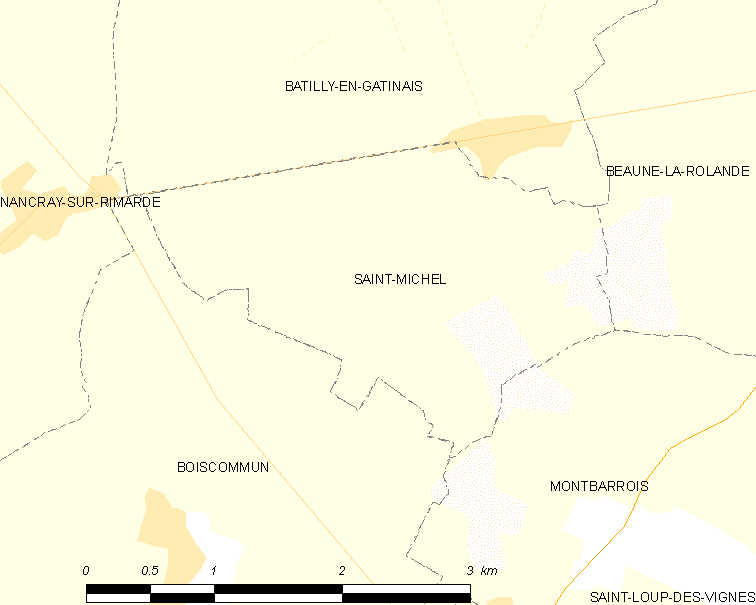
Carte de la commune de Saint-Michel (Loiret) et des communes limitrophes.

La commune de Saint-Michel se trouve dans le quadrant nord-est du département du Loiret, dans la région agricole du Gâtinais riche,.  À vol d'oiseau, elle se situe à 39,6 km  d'Orléans, préfecture du département, à 14,9 km de Pithiviers, sous-préfecture, et à 3,7 km de Beaune-la-Rolande, ancien chef-lieu du canton dont dépendait la commune avant mars 2015. La commune fait partie du bassin de vie de Beaune-la-Rolande.
Les communes les plus proches sont : Batilly-en-Gâtinais (0,6 km), Montbarrois (3,1 km), Nancray-sur-Rimarde (3,4 km), Boiscommun (3,5 km), Beaune-la-Rolande (3,7 km), Saint-Loup-des-Vignes (4,3 km), Barville-en-Gâtinais (5,1 km), Courcelles (5,5 km), Montliard (5,5 km) et Égry (5,7 km).
| Batilly-en-Gâtinais | Batilly-en-Gâtinais   | Batilly-en-Gâtinais |
| Nancray-sur-Rimarde | Saint-Michel (Loiret) | Beaune-la-Rolande   |
| Boiscommun          | Boiscommun            | Montbarrois         |

### Géologie et relief

#### Géologie
La commune se situe dans le sud du Bassin parisien, le plus grand des trois bassins sédimentaires français. Cette vaste dépression, occupée dans le passé par des mers peu profondes et des lacs, a été comblée, au fur et à mesure que son socle s’affaissait, par des sables et des argiles, issus de l’érosion des reliefs alentours, ainsi que des calcaires d’origine biologique, formant ainsi une succession de couches géologiques.
Une seule couche est affleurante sur le territoire communal. Il s'agit d'une formation superficielle du Quaternaire : de la marne de Blamont remontant à l’époque Miocène de la période Néogène. Le descriptif de ces couches est détaillé dans  les feuilles « n°328 - Pithiviers » et « n°364 - Bellegarde-du-Loiret » de la carte géologique au 1/50 000ème du département du Loiret, et leurs notices associées,.

Carte géologique de la commune.

|  | FC : | alluvions et colluvions du fond des vallées secondaires, Holocène |

|  | m2MSO : | marnes et sables de l'Orléanais, Burdigalien |
|  | m1MBl : | marne de Blamont, Aquitanien                 |

#### Relief
La superficie cadastrale de la commune publiée par l’Insee, qui sert de références dans toutes les statistiques, est de 5,14 km2,. La superficie géographique, issue de la BD Topo, composante du Référentiel à grande échelle produit par l'IGN, est quant à elle de 5,07 km2.

## Toponymie

### Climat
Pour des articles plus généraux, voir Climat du Centre-Val de Loire et Climat du Loiret.
En 2010, le climat de la commune est de type climat océanique dégradé des plaines du Centre et du Nord, selon une étude du CNRS s'appuyant sur une série de données couvrant la période 1971-2000. En 2020, Météo-France publie une typologie des climats de la France métropolitaine dans laquelle la commune est exposée à un climat océanique altéré et est dans la région climatique Sud-ouest du bassin Parisien, caractérisée par une faible pluviométrie, notamment au printemps (120 à 150 mm) et un hiver froid (3,5 °C).
Pour la période 1971-2000, la température annuelle moyenne est de 10,8 °C, avec une amplitude thermique annuelle de 15,5 °C. Le cumul annuel moyen de précipitations est de 682 mm, avec 11,2 jours de précipitations en janvier et 7,3 jours en juillet. Pour la période 1991-2020, la température moyenne annuelle observée sur la station météorologique de Météo-France la plus proche, sur la commune de Ladon à 14 km à vol d'oiseau, est de 11,7 °C et le cumul annuel moyen de précipitations est de 685,3 mm,. Pour l'avenir, les paramètres climatiques de la commune estimés pour 2050 selon différents scénarios d'émission de gaz à effet de serre sont consultables sur un site dédié publié par Météo-France en novembre 2022.

## Urbanisme

### Typologie
Au 1er janvier 2024, Saint-Michel est catégorisée commune rurale à habitat dispersé, selon la nouvelle grille communale de densité à sept niveaux définie par l'Insee en 2022.
Elle est située hors unité urbaine et hors attraction des villes,.

### Occupation des sols
L'occupation des sols de la commune, telle qu'elle ressort de la base de données européenne d’occupation biophysique des sols Corine Land Cover (CLC), est marquée par l'importance des territoires agricoles (99,7 % en 2018), une proportion identique à celle de 1990 (99,7 %). La répartition détaillée en 2018 est la suivante : 
terres arables (83,8 %), zones agricoles hétérogènes (15,9 %), zones urbanisées (0,3 %).
L'évolution de l’occupation des sols de la commune et de ses infrastructures peut être observée sur les différentes représentations cartographiques du territoire : la carte de Cassini (XVIIIe siècle), la carte d'état-major (1820-1866) et les cartes ou photos aériennes de l'IGN pour la période actuelle (1950 à aujourd'hui).

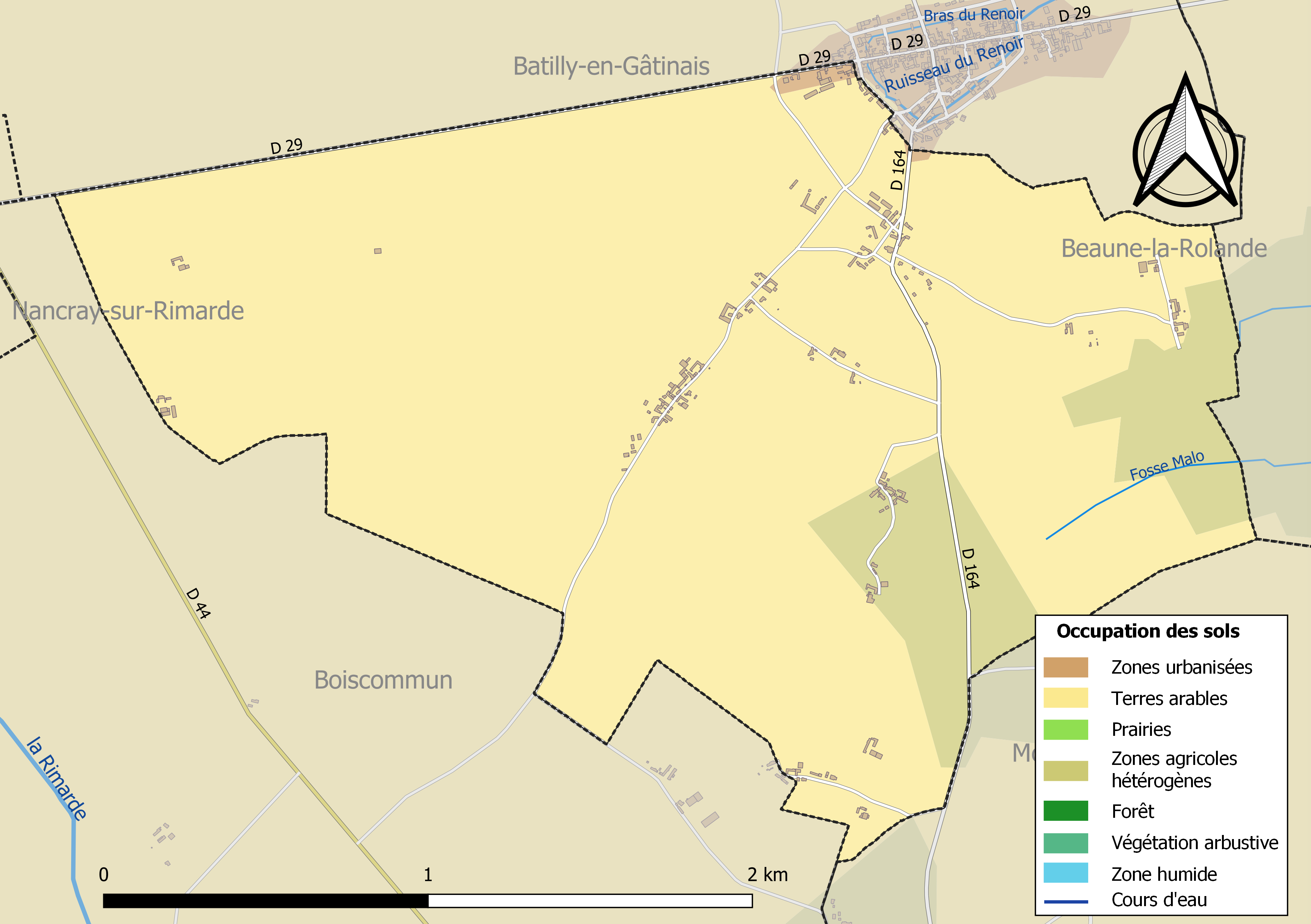
Carte des infrastructures et de l'occupation des sols de la commune en 2018 (CLC).
Carte orthophotographique de la commune en 2016.

### Voies de communication et transports

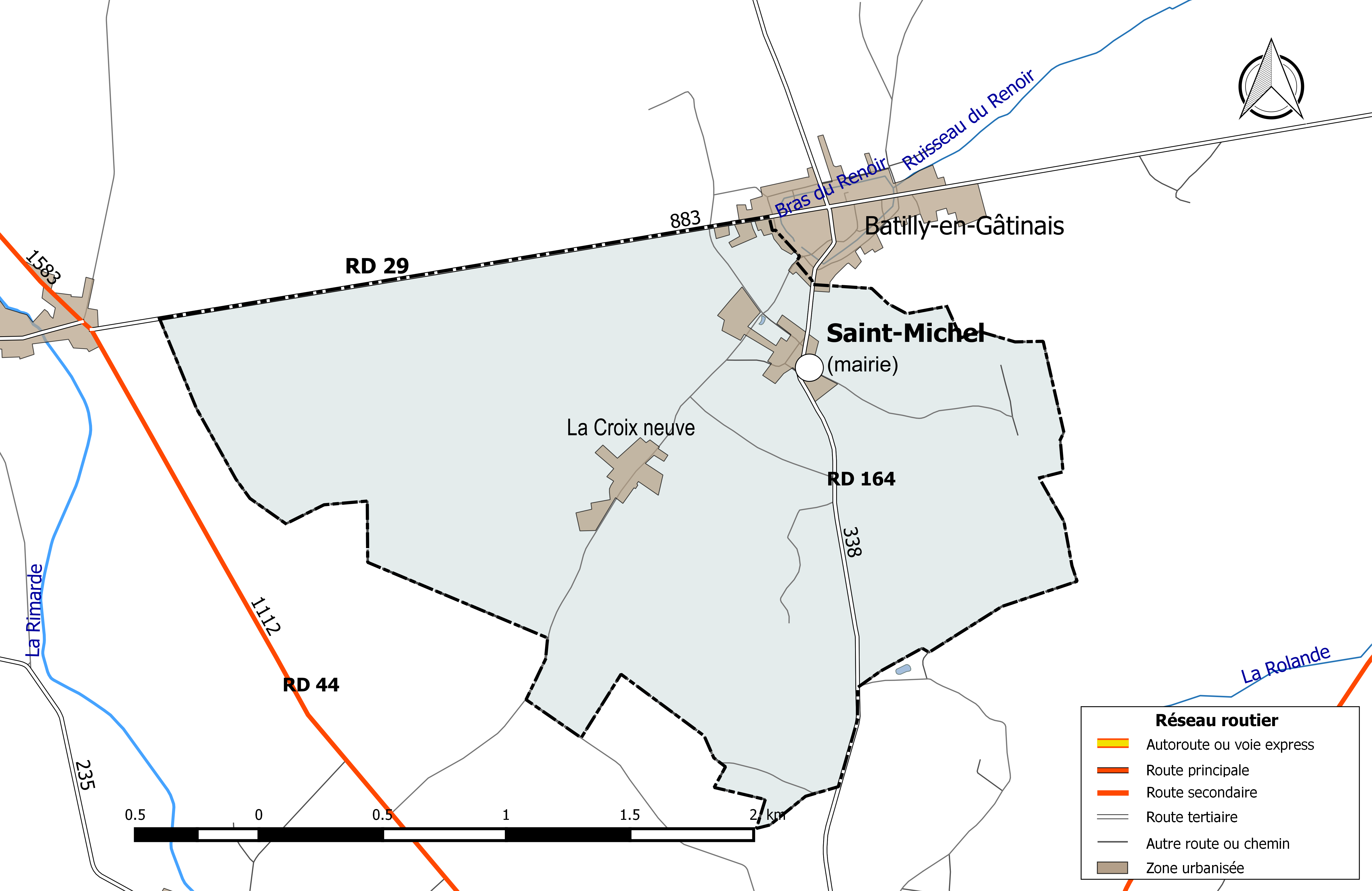
Réseau routier principal de la commune de Saint-Michel (avec indication du trafic routier 2014).

#### Infrastructures routières
La commune est traversée par deux routes départementales : la RD 29, qui relie Beaune-la-Rolande à Chambon-la-Forêt et supporte en 2014 un trafic de 883 véhicules/jour, et la RD 164 (338 véhicules/jour), qui relie Boynes à Boiscommun.

#### Transports en commun
Aucune ligne régulière du réseau Ulys, le réseau interurbain de transport par autocar du Conseil départemental du Loiret, ne dessert la commune. Par contre la commune bénéficie du service Ulys Proximité qui emmène les usagers de la commune vers un arrêt desservi par la ligne régulière la plus proche: la ligne n°17 qui relie Beaune-la-Rolande à Orléans et offre des correspondances SNCF à la gare d'Orléans et TAO et Transbeauce à la Gare routière d'Orléans et la ligne n°11 qui relie Pithiviers à Montargis et offre des correspondances SNCF, Transilien et réseau Amelys à la gare de Montargis.

### Risques majeurs
La commune de Saint-Michel est vulnérable à différents aléas naturels : climatiques (hiver exceptionnel ou canicule), mouvements de terrains ou sismique (sismicité très faible). 
Entre 1989 et 2019, six arrêtés ministériels ayant porté reconnaissance de catastrophe naturelle ont été pris pour le territoire de la commune  : trois  pour des inondations et coulées de boues et trois pour des mouvements de terrains.
Le territoire de la commune peut être concerné par un risque d'effondrement de cavités souterraines non connues. Une cartographie départementale de l'inventaire des cavités souterraines et des désordres de surface a été réalisée. Il a été recensé sur la commune plusieurs effondrements de cavités.
Par ailleurs, le sol du territoire communal peut faire l'objet de mouvements de terrain liés à la sècheresse. Le phénomène de retrait-gonflement des argiles est la conséquence d'un changement d'humidité des sols argileux. Les argiles sont capables de fixer l'eau disponible mais aussi de la perdre en se rétractant en cas de sècheresse. Ce phénomène peut provoquer des dégâts très importants sur les constructions (fissures, déformations des ouvertures) pouvant rendre inhabitables certains locaux. Celui-ci a particulièrement affecté le Loiret après la canicule de l'été 2003. Plusieurs poches surd et est du territoire de la commune sont exposées à un aléa « fort » face à ce risque, selon l'échelle définie par le Bureau de recherches géologiques et minières (BRGM).
Depuis le 22 octobre 2010, la France dispose d’un nouveau zonage sismique divisant le territoire national en cinq zones de sismicité croissante. La commune, à l’instar de l’ensemble du département,  est concernée par un risque très faible.

## Politique et administration

### Découpage territorial

#### Bloc communal: Commune et intercommunalités
La paroisse de Saint-Michel acquiert le statut de municipalité avec le  décret du 12 novembre 1789 de l'Assemblée Nationale puis celui de « commune », au sens de l'administration territoriale actuelle, par le décret de la Convention nationale du 10 brumaire an II (31 octobre 1793). Il faut toutefois attendre la loi du 5 avril 1884 sur l'organisation municipale pour qu'un régime juridique uniforme soit défini pour toutes les communes de France, point de départ de l’affirmation progressive des communes face au pouvoir central.
Aucun événement de restructuration majeure du territoire, de type suppression, cession ou réception de territoire, n'a affecté la commune depuis sa création.
La commune est membre de la Communauté de communes du Beaunois depuis sa création le 20 décembre 1995 jusqu'en 2016, un établissement public de coopération intercommunale issu de la transformation du S.I.Vo.M de Beaune-la-Rolande, créée en mai 1959, en communauté de communes. Depuis le 1er janvier 2017, la commune est membre de la Communauté de communes du Pithiverais-Gâtinais, issue de la fusion de la communauté de communes du Beaunois, de la communauté de communes des Terres puiseautines étendue à la commune nouvelle Le Malesherbois.

#### Personnalités élues par circonscription électorale de rattachement
Au-delà du maire, premier magistrat administrant la commune, les personnalités élues dont le mandat est relatif à une collectivité à laquelle est rattachée la commune de Saint-Michel et représentant donc le territoire communal au sein de chacune de ces collectivités  sont les suivantes :
| Élections       | Élections                     | Circonscription électorale         | Élu de la circonscription       | Élu de la circonscription | Élu de la circonscription | Élu de la circonscription |
| Niveau          | Type                          | Circonscription électorale         | Titre                           | Nom                       | Début de mandat           | Fin de mandat             |
| --------------- | ----------------------------- | ---------------------------------- | ------------------------------- | ------------------------- | ------------------------- | ------------------------- |
| Groupe communal | Municipales et communautaires | Commune de Saint-Michel            | Maire                           | Monique Montebrun         | 2014                      | 2020                      |
| Groupe communal | Municipales et communautaires | Communauté de communes du Beaunois | Président de l'intercommunalité | Michel Grillon            | 2014                      | 2020                      |
| Département     | Départementales               | Canton de Malesherbes              | Conseillère départementale      | Agnès Chantereau          | 29 mars 2015              | 2021                      |
| Département     | Départementales               | Canton de Malesherbes              | Conseiller départemental        | Michel Guérin             | 29 mars 2015              | 2021                      |
| Région          | Régionales                    | Région Centre-Val de Loire         | Président du conseil régional   | François Bonneau          | 18 décembre 2015          | 2021                      |
| Pays            | Législatives                  | 5e circonscription                 | Députée                         | Marianne Dubois           | 18 juin 2017              | juin 2022                 |

#### Circonscriptions de rattachement
Sous l'Ancien Régime, à la veille des États généraux de 1789, la paroisse de Saint-Michel était rattachée sur le plan ecclésiastique à l'ancien diocèse de Sens et sur le plan judiciaire au bailliage royal de Boiscommun.
La loi du 22 décembre 1789 divise le pays en 83 départements découpés chacun en six à neuf districts eux-mêmes découpés en cantons regroupant des communes. Les districts, tout comme les départements, sont le siège d’une administration d’État et constituent à ce titre des circonscriptions administratives. La commune de Saint-Michel est alors incluse dans le canton de Bois Commun, le district de Boiscommun et le département du Loiret.
La recherche d’un équilibre entre la volonté d’organiser une administration dont les cadres permettent l’exécution et le contrôle des lois d’une part, et la volonté d’accorder une certaine autonomie aux collectivités de base (paroisses, bourgs, villes) d’autre part, s’étale de 1789 à 1838. Les découpages territoriaux évoluent ensuite au gré des réformes visant à décentraliser ou recentraliser l'action de l'État. La régionalisation fonctionnelle des services de l'État (1945-1971) aboutit à la création de régions. L'acte I de la décentralisation de 1982-1983 constitue une étape importante en donnant l'autonomie aux collectivités territoriales, régions, départements et communes. L'acte II intervient en 2003-2006, puis l'acte III en 2012-2015.
Le tableau suivant présente les rattachements, au niveau infra-départemental, de la commune de Saint-Michel aux différentes circonscriptions administratives et électorales ainsi que l'historique de l'évolution de leurs territoires.
| Circonscription             | Nom                | Période   | Type                         | Évolution du découpage territorial |
| --------------------------- | ------------------ | --------- | ---------------------------- | --- |
| District                    | Boiscommun         | 1790-1795 | Administrative               | La commune est rattachée au district de Boiscommun de 1790 à 1795,. La Constitution du 5 fructidor an III, appliquée à partir de vendémiaire an IV (1795) supprime les districts, rouages administratifs liés à la Terreur, mais maintient les cantons qui acquièrent dès lors plus d'importance. |
| Canton                      | Bois Commun        | 1790-1801 | Administrative et électorale | Le 10 février 1790, la municipalité de Saint-Michel est rattachée au canton de Bois Commun. Les cantons acquièrent une fonction administrative avec la disparition des districts en 1795. |
| Canton                      | Beaune             | 1801-2015 | Administrative et électorale | Sous le Consulat, un redécoupage territorial visant à réduire le nombre de justices de paix ramène le nombre de cantons dans le Loiret de 59 à 31. Saint-Michel est alors rattachée par arrêté du 9 vendémiaire an X (30 septembre 1801) au canton de Beaune,. |
| Canton                      | Malesherbes        | 2015-     | Électorale                   | La loi du 17 mai 2013 et ses décrets d'application publiés en février et mars 2014 introduisent un nouveau découpage territorial pour les élections départementales. La commune est alors rattachée au nouveau canton de Malesherbes. Depuis cette réforme, plus aucun service de l'État n'exerce sa compétence sur un territoire s'appuyant sur le nouveau découpage cantonal. Le canton a disparu en tant que circonscription administrative de l'État ; il est désormais uniquement une circonscription électorale dédiée à l'élection d'un binôme de conseillers départementaux siégeant au conseil départemental. |
| Arrondissement              | Pithiviers         | 1801-1926 | Administrative               | Saint-Michel est rattachée à l'arrondissement de Pithiviers par arrêté du 9 vendémiaire an X (30 septembre 1801),. |
| Arrondissement              | Orléans            | 1926-1942 | Administrative               | Sous la Troisième République, en raison d'un endettement considérable et de l'effort nécessaire pour la reconstruction post-Première Guerre mondiale, la France traverse une crise financière. Pour réduire les dépenses de l’État, Raymond Poincaré fait voter plusieurs décrets-lois réformant en profondeur l’administration française : 106 arrondissements sont ainsi supprimés, dont ceux de Gien et de Pithiviers dans le Loiret par décret du 10 septembre 1926. Saint-Michel est ainsi transférée de l'arrondissement de Pithiviers à celui d'Orléans,.                                                       |
| Arrondissement              | Pithiviers         | 1942-     | Administrative               | La loi du 1er juin 1942 rétablit l'arrondissement de Pithiviers. Saint-Michel est alors à nouveau rattachée à l'arrondissement de Pithiviers. |
| Circonscription législative | 5e circonscription | 2010-     | Électorale                   | Lors du découpage législatif de 1986, le nombre de circonscriptions législatives passe dans le Loiret de 4 à 5. Un nouveau redécoupage intervient en 2010 avec la loi du 23 février 2010. En attribuant un siège de député « par tranche » de 125 000 habitants, le nombre de circonscriptions par département varie désormais de 1 à 21,. Dans le Loiret, le nombre de circonscriptions passe de cinq à six. La réforme n'affecte pas Saint-Michel qui reste rattachée à la cinquième circonscription. |

#### Collectivités de rattachement
La commune de Saint-Michel est rattachée au département du Loiret et à la région Centre-Val de Loire, à la fois circonscriptions administratives de l'État et collectivités territoriales.

### Politique et administration municipales

#### Conseil municipal et maire
Depuis les élections municipales de 2014, le conseil municipal de Saint-Michel, commune de moins de 1 000 habitants, est élu au scrutin majoritaire plurinominal à deux tours, les électeurs pouvant modifier les listes, panacher, ajouter ou supprimer des candidats sans que le vote soit nul,  pour un mandat de six ans renouvelable. Il est composé de 11 membres. L'exécutif communal est constitué par le maire, élu par le conseil municipal parmi ses membres, pour un mandat de six ans, c'est-à-dire pour la durée du mandat du conseil.
| Période                                  | Période   | Identité           | Étiquette | Qualité                           |
| ---------------------------------------- | --------- | ------------------ | --------- | --------------------------------- |
| Les données manquantes sont à compléter. |           |                    |           |                                   |
| mars 2014                                | juin 2023 | Monique Montebrun, |           | Ancienne profession intermédiaire |
| juin 2023                                | En cours  | Benjamin Quélin    |           |                                   |

## Équipements et services

### Environnement

#### Gestion des déchets
En  2016, la commune est membre du SITOMAP de la région Pithiviers, créé en 1968. Celui-ci assure la collecte et le traitement des ordures ménagères résiduelles, des emballages ménagers recyclables  et des encombrants en porte à porte et du verre en points d’apport volontaire. Un réseau de huit déchèteries accueille les encombrants et autres déchets spécifiques (déchets verts, déchets dangereux, gravats, ferraille, cartons…). La déchèterie la plus proche de la commune est située sur la commune de Beaune-la-Rolande. L'élimination et la valorisation énergétique des déchets ménagers et de ceux issus de la collecte sélective sont effectuées dans l'outil de traitement appelé BEGEVAL, installé à Pithiviers et géré par le syndicat de traitement Beauce Gâtinais Valorisation (BGV) qui regroupe le territoire des trois syndicats de collecte : SMETOM, SITOMAP et SIRTOMRA. Cet outil est composé d’un centre de valorisation matière qui trie les emballages issus de la collecte sélective, les journaux-magazines et les cartons de déchèteries, et d’un centre de valorisation énergétique qui incinère les ordures ménagères résiduelles et le tout-venant incinérable des déchèteries ainsi que les refus du centre de tri.
Depuis le 1er janvier 2017, la « gestion des déchets ménagers » ne fait plus partie des compétences de la commune mais est une compétence obligatoire de la communauté de communes du Pithiverais-Gâtinais en application de la loi NOTRe du 7 août 2015.

#### Production et distribution d'eau
Le service public d’eau potable est une compétence obligatoire des communes depuis l’adoption de la loi du 30 décembre 2006 sur l’eau et les milieux aquatiques. Au 31 décembre 2016, la production et la distribution de l'eau potable sur le territoire communal sont assurées par le syndicat intercommunal d'alimentation en eau potable de Boiscommun, un syndicat créé en 1957 desservant six communes : Boiscommun, Fréville-du-Gâtinais, Montbarrois, Montliard, Saint-Loup-des-Vignes et Saint-Michel,,.
La loi NOTRe du 7 août 2015 prévoit que le transfert des compétences « eau et assainissement » vers les communautés de communes sera obligatoire à compter du 1er janvier 2020. Le transfert d’une compétence entraîne  de  facto la mise à disposition gratuite de plein droit des biens, équipements et services publics utilisés, à la date du transfert, pour l'exercice de ces compétences et la substitution de la communauté dans les droits et obligations des communes,.

#### Assainissement
L’assainissement non collectif (ANC) désigne les installations individuelles de traitement des eaux domestiques qui ne sont pas desservies par un réseau public de collecte des eaux usées et qui doivent en conséquence traiter elles-mêmes leurs eaux usées avant de les rejeter dans le milieu naturel. Depuis le 1er janvier 2017, la communauté de communes du Pithiverais-Gâtinais, issue de la fusion de la communauté de communes du Beaunois, de la communauté de communes des Terres puiseautines étendue à la commune nouvelle Le Malesherbois, assure le service public d'assainissement non collectif (SPANC). Celui-ci a pour mission de vérifier la bonne exécution des travaux de réalisation et de réhabilitation, ainsi que le bon fonctionnement et l’entretien des installations,.

## Population et société

### Démographie
L'évolution du nombre d'habitants est connue à travers les recensements de la population effectués dans la commune depuis 1793. Pour les communes de moins de 10 000 habitants, une enquête de recensement portant sur toute la population est réalisée tous les cinq ans, les populations de référence des années intermédiaires étant quant à elles estimées par interpolation ou extrapolation. Pour la commune, le premier recensement exhaustif entrant dans le cadre du nouveau dispositif a été réalisé en 2005.
En 2022, la commune comptait 149 habitants, en évolution de +19,2 % par rapport à 2016 (Loiret : +1,89 %, France hors Mayotte : +2,11 %).
| 1793 | 1800 | 1806 | 1821 | 1831 | 1836 | 1841 | 1846 | 1851 |
| ---- | ---- | ---- | ---- | ---- | ---- | ---- | ---- | ---- |
| 316  | 325  | 312  | 380  | 384  | 337  | 336  | 320  | 323  |

| 1856 | 1861 | 1866 | 1872 | 1876 | 1881 | 1886 | 1891 | 1896 |
| ---- | ---- | ---- | ---- | ---- | ---- | ---- | ---- | ---- |
| 298  | 296  | 295  | 296  | 296  | 269  | 279  | 242  | 250  |

| 1901 | 1906 | 1911 | 1921 | 1926 | 1931 | 1936 | 1946 | 1954 |
| ---- | ---- | ---- | ---- | ---- | ---- | ---- | ---- | ---- |
| 227  | 223  | 197  | 177  | 172  | 191  | 188  | 181  | 154  |

| 1962 | 1968 | 1975 | 1982 | 1990 | 1999 | 2005 | 2006 | 2010 |
| ---- | ---- | ---- | ---- | ---- | ---- | ---- | ---- | ---- |
| 145  | 125  | 119  | 129  | 115  | 143  | 124  | 121  | 125  |

| 2015 | 2020 | 2022 | - | - | - | - | - | - |
| ---- | ---- | ---- | - | - | - | - | - | - |
| 126  | 141  | 149  | - | - | - | - | - | - |

17|

## Culture locale et patrimoine

### Lieux et monuments
- Le château de Saint-Michel a été édifié aux XVe siècle, XVIe et XIXe siècles, résidence privée de la famille de Longueau Saint-Michel. Il est inscrit à l'inventaire des monuments historiques les 17 janvier 1989 et 6 avril 1989[86].

### Héraldique
| Saint-Michel | Son blasonnement est : D'azur au château d'or couvert de sable, la porte ajourée du champ, les fenêtres et les rainures du pont-levis de sable et les girouettes du toit contournées d'or, coupé d'argent à la gerbe d'or posée en barre accostée en chef et en pointe de deux grappes de raisin d'azur, parti d'argent au saint Michel de carnation auréolé d'or, habillé de gueules, tenant une lance d'or terrassant un dragon de gueules, le tout bordé de gueules (réduit). Adopté le 13 septembre 2010. |